# Devil’s Due – Teufelsbrut
Devil’s Due – Teufelsbrut (Originaltitel Devil’s Due) ist ein US-amerikanischer Horrorfilm aus dem Jahr 2014 von Matt Bettinelli-Olpin und Tyler Gillett nach einem Drehbuch von Lindsay Devlin. In den Hauptrollen sind Allison Miller und Zach Gilford zu sehen.

## Handlung
Zach und Samantha McCall sind frisch verheiratet. Ihre Flitterwochen verbringen sie in der Dominikanischen Republik. Dort treffen sie während eines Karnevals auf eine Wahrsagerin, die Sam wiederholt mitteilt, dass „sie“ gewartet haben. Daraufhin verlassen die beiden die Veranstaltung. Sie verlaufen sich und finden sich in einer Straße wieder, die sie vorher nicht durchquert hatten. Ein Taxifahrer bittet ihnen an, sie zu fahren und die beiden steigen vor einer Bar aus. Beide vertragen die dortigen Getränke nicht und verlieren das Bewusstsein.
Beide werden in den Keller der Bar gebracht, wo man sieht, dass der Taxifahrer mit dem Anführer des Kults gemeinsame Sache macht und diesem neue Opfer liefert. Es wird klar, dass ihnen Drogen in die Getränke gemischt wurde und sie nun von einer unsichtbaren Macht in einem dämonischen Ritual unterzogen werden. Am nächsten Morgen wachen beide allerdings in ihrem Hotel auf und können sich an nichts mehr erinnern. Wochen nach ihren Flitterwochen bemerkt Sam, dass sie schwanger ist, obwohl sie die Antibabypille nahm. Dennoch teilen sie überglücklich ihren Familien mit, dass sie ein Kind erwarten.
Bei der anstehenden Ultraschalluntersuchung teilt ihnen der Arzt mit, dass das Baby gesund aussehe und berechnet den Geburtstermin auf Ende März. Während ihrer Schwangerschaft bekommt die vegetarisch lebende Sam Nasenbluten, Magenblutungen, Heißhunger auf rohes Fleisch sowie übermenschliche Kräfte und telekinetische Fähigkeiten. Außerdem entwickelt sie jedes Mal enorme Wut, wenn es um ihr Baby geht. Beiden fällt auf, dass sie von Menschen scheinbar beobachtet werden. Sam vermutet, dass es am Baby liegt. Sie sucht daher erneut die Arztpraxis auf, wird dieses Mal allerdings von einem anderen Arzt behandelt. Auf die Frage, was mit seinem Kollegen ist, hat er keine Antwort. Auch bleibt er dem Paar eine Antwort schuldig, was mit dem Baby ist. Vermummte Menschen stellen Kameras auf, um Sam zu überwachen.
In ihrem achten Schwangerschaftsmonat besucht das Paar eine Kirche. Dabei reagieren die Gemeindemitglieder negativ auf die beiden. Unter anderen fängt der Priester, der damals Sam und Zach vermählte, an Blut zu husten. Auf Videoaufnahmen des Kirchenbesuchs erkennt Zach in einer Kirchenbank den Taxifahrer. Daher besucht er den Priester im Krankenhaus und erfährt, dass die Sekte und die Symbole mit der Beschwörung des Antichristen zusammenhängt. Zach beschließt, das Symbol weiter zu untersuchen und bittet seine Schwester Suzie, bei Sam zu bleiben. Er bricht in ein scheinbar verlassenes Haus am Ende seiner Straße ein. Dort findet er sämtliche Aufzeichnungen der Sekte. Als Mitglieder der Sekte das Haus betreten, kann er noch gerade fliehen.
Er findet heraus, dass auch der zweite Arzt zur Sekte gehört. Auf seinem Heimweg sieht er, dass mehrere maskierte Männer sein Haus belagern. Als er das Haus betritt, findet er Suzie tot vor. Kurz danach folgt ein Schrei von Sam und ein Biest tritt aus ihr heraus. Er findet Sam im Kinderzimmer, wo sie in einem tranceähnlichen Zustand mit einem Messer an ihrem Bauch steht. Zach schreit, sie solle aufhören, aber sie drückt sich dennoch das Messer in den Bauch und es folgt ein heftiger Lichtblitz. Als Zach wieder zu sich kommt, findet er Sam in ihrem eigenen Blut liegend, mit aufgeschnittenem Bauch. Sam verstirbt und kurz danach tauchen der Taxifahrer und der zweite Arzt auf. Der Arzt entführt das Baby. Kurz darauf trifft die Polizei ein und nimmt Zach fest. Er wird verurteilt, seine Frau und Schwester getötet zu haben.
Zum Ende des Films ist ein weiteres junges Paar auf Hochzeitsreise in Paris zu sehen. Dort besteigen sie das Taxi desselben Taxifahrers. Dieser bietet denen eine Taxifahrt an einen Ort an...

## Hintergrund

### Produktion
Am 18. Dezember 2012 verkündete 20th Century Studios, dass Matt Bettinelli-Olpin und Tyler Gillett bei „Devil’s Due – Teufelsbrut“ Regie führen sollten, und Lindsay Devlin das Drehbuch schreiben sollte. Die Szenen in der Dominikanischen Republik wurden ab April 2013 in der Hauptstadt Santo Domingo gedreht, die Endszene entstand in Paris. Alle weiteren Szenen wurden in New Orleans und in Metairie verwirklicht. Das Filmbudget lag bei geschätzten 7 Millionen US-Dollar.

### Veröffentlichung
Ein erster Filmtrailer erschien am 16. Oktober 2013, ein zweiter Trailer folgte am 5. Dezember 2013. Anfang 2014 ging ein Werbevideo zum Film viral und erhielt über 20 Millionen Aufrufe. Am 19. Januar 2014 startete der Film in den USA und in Kanada in den Kinos und erzielte am Startwochenende über 8 Millionen US-Dollar.

## Rezeption
„Thematisch offenkundig an Vorbilder wie „Rosemaries Baby“ angelehnt, opfert der Horrorfilm die moralischen und philosophischen Implikationen des Stoffs einer überzogen drastischen Inszenierung, die sich der Stilmittel des „Found Footage“-Subgenres bedient.“

Peter Osteried bemängelt in seiner Filmreview für Kino-Zeit, dass die ersten 20 Minuten des Films langweilig wären und für ihn den „Charme eines Urlaubsvideos von Leuten, die man nicht kennt“ hätte. Er ist der Meinung, dass man kein Interesse an den gezeigten Charakteren bekommt, sondern eher das Gegenteil eintritt. Dennoch wertet er den Film als einen „passablen Horrorstreifen“, wobei er findet, dass es „Schockmomente, wie sie vor allem dem Found-Footage-Format inhärent sind“ wenige gäbe.
Oliver Armknecht hingegen kritisiert den Film in seiner Review für Film-Rezensionen schärfer. Er findet, dass der Film an „vielen Stellen langweilig“ sei. Er findet, „sofern man nicht gerade ein historisches Interesse mitbringt, sei es im Hinblick auf die Found-Footage-Welle oder die Regisseure, kann man sich Devil’s Due – Teufelsbrut getrost sparen“. Final vergibt er 3 von 10 Punkten.
Christoph Petersen bezeichnete den Film in seiner Filmreview für Filmstarts als „mäßig spannender Satansbraten-Schocker“.
Im Popcornmeter, der Zuschauerwertung auf Rotten Tomatoes, hat der Film bei mehr als 10.000 Abstimmungen eine Wertung von 21 %. In der Internet Movie Database hat der Film bei über 18.000 Stimmabgaben eine Wertung von 4,2 von 10,0 möglichen Sternen (Stand: Dezember 2024).